# Sauveterre (Tarn-et-Garonne)
Sauveterre é uma comuna francesa na região administrativa de Occitânia, no departamento de Tarn-et-Garonne. Estende-se por uma área de 17,4 km². Em 2010 a comuna tinha 168 habitantes (densidade: 9,7 hab./km²).